# Säg aldrig aldrig
Säg aldrig aldrig (engelsk originaltitel: And So It Goes) är en amerikansk dramakomedi från 2014, med Diane Keaton och Michael Douglas i huvudrollerna. Filmen regisserades och producerades av Rob Reiner.

## Synopsis
Oren Little är en fastighetsmäklare som efter sin frus död bestämt sig för att för en sista gång sälja ett stort hus, nämligen sitt eget. Efter fruns bortgång har han dock blivit asocial mot omgivningen och även mot sin son Luke, en före detta pundare. Luke söker upp sin far som avslöjar att han har en nioårig dotter, Sarah, som behöver hjälp eftersom Luke ska i fängelse. Oren vägrar hjälpa till men Luke kommer hem till honom med dottern, varvid hans granne, pubsångerskan Leah, ställer upp för Sarah. Så småningom ställer sig Oren mer positiv till omgivningen och de känslomässiga såren börjar så smått att läkas. 

## Rollförteckning (i urval)
- Michael Douglas – Oren Little
- Diane Keaton – Leah
- Sterling Jerins – Sarah
- Scott Shepherd – Luke, Sarahs pappa, Orens son
- Yaya DaCosta – Kennedy, husspekulant
- Frankie Valli – pubägare
- Annie Parisse – granne på andra våningen med två busungar